# Tiếng Pà Thẻn
Tiếng Pà Thẻn, tiếng Pạ Hưng hay tiếng Pa Hng (tiếng Trung: 巴哼语 Bāheng yǔ) là ngôn ngữ của người Pà Thẻn, một dân tộc cư trú ở Quý Châu, Quảng Tây và Hồ Nam ở miền nam Trung Quốc, và ở miền Bắc Việt Nam.
Tiếng Pà Thẻn là thành viên của Ngữ tộc H'Mông thuộc Ngữ hệ H'Mông-Miền. Người Pà Thẻn tự gọi mình là Pạ Humg.
Tại Việt Nam người Pà Thẻn là một dân tộc được công nhận trong số 54 dân tộc tại Việt Nam, với dân số năm 2019 là 8.248 người.
Tại Trung Quốc họ được gọi là người Pạ Hưng hoặc người Ba Hưng (巴哼, Baheng).

## Phân loại
Tiếng Pa Hung từ lâu đã được xếp loại không thống nhất. Benedict (1986) cho rằng đó là một trong những phương ngữ của nó tạo thành một nhánh riêng của họ ngôn ngữ Miêu Dao. Ratliff (2010) thì nhận thấy đây là ngôn ngữ H'mong (Miao) khác biệt nhất được phân tích .
Nhánh Baheng này cũng bao gồm tiếng Ưu Nặc (Yuno, tiếng Trung: 优诺语 yōunuò; autonym: ʑou13nɔ13) và tiếng Ngô Nại (Wunai, 唔奈 wúnài) .